# 美國槍械暴力問題

美國與槍支有關的自殺（英語：suicide）和他殺（英語：homicide）案件數量

在美國，槍械暴力每年導致數萬人死傷，並是2020年19歲以下人口死亡的主要原因。2018年是截至2021年可獲得數據的最近一年，美國疾病控制與預防中心國家衛生統計中心報告稱，有38,390人死於槍支，其中24,432人死於自殺。每100,000人的槍支死亡率從1999年的每100,000人10.3人上升到2017年的每100,000人12人，每天有109人死亡，即總共約有14,542起兇殺案，2018年則為每100,000人11.9人。2010年，美國有19,392起槍支相關自殺事件和11,078起槍支相關兇殺案。2010年，據報導有358起謀殺案涉及步槍，而6,009起謀殺案涉及手槍；另有1,939人報告使用了未指明類型的槍支。2011年，共有478,400起致命和非致命暴力犯罪是使用槍支實施的。槍支犯罪由 18 USC 922 和 18 USC 924 涵蓋，它們是主要的聯邦槍支法規。
1968年至2011年間，美國約有140萬人死於槍支。這一數字包括所有死於槍支的人，包括自殺、他殺和事故。與其他22個高收入國家相比，美國的槍支殺人率高出25倍。持槍權和槍枝管制是該國爭論最廣泛的問題之一。槍枝管理政策在美國受到美國憲法第二修正案的強烈影響，該法案禁止侵犯“人民持有和攜帶武器的權利”。擁槍權倡導者一般鼓勵大眾捍衛憲法第二修正案所保障的權利。
與其他種族群體相比，非裔美國人人口不成比例地代表了大多數槍支傷害和兇殺案。儘管媒體廣泛報導了大規模槍擊事件，但美國的大規模槍擊事件只佔槍支相關死亡的一小部分。無論如何，與其他發達國家相比，大規模槍擊事件發生的規模更大，頻率也更高。據《華盛頓郵報》在2018 年報導，校園槍擊被描述為“美國特有的危機”。在美國許多有學校有針對這類事件的應對演習。據《今日美國》在2019 年報導，“現在大約95%的公立學校讓師生練習默默地蜷縮在一起，躲避想像中的槍手”。
聯邦、州和地方各級的立法試圖通過包括限制青少年和其他“高風險”人群購買槍支、設置槍支購買等待期、建立槍支回購計劃、執法和警務策略等方法來解決槍支暴力問題 、對違反槍支法者的嚴厲判決、針對父母和兒童的教育計劃以及社區外展計劃。 這類立法的批評者指出，它對限制槍支犯罪無濟於事，相反，應該消除阻止人們購買和攜帶槍支以進行自我保護的障礙，以增加“持槍好人”的出現頻率。 研究顯示上述政策結果好壞參半。一些政策如槍枝“回購”方案成效不大，而像波士頓「停火行動」（減少幫派暴力的策略）已有效地減低青少年暴力。

## 對於槍枝的持有
國會研究處2009年估計美國有3.1億支槍支，這還不包括軍方擁有的武器。其中1.14億支手槍、1.1億支步槍、8600萬支霰彈槍。同年，美國普查局稱美國人口為3.06億。平民擁有槍支的準確數字很難確定。調查發現，家庭槍支擁有率從1970年代末和80年代初的大約一半穩步下降到2015年的32%。個人擁有槍支的比例從1985年的31%下降到2014年的22%。
槍支擁有率數字通常由General Social Survey（縮寫作GSS）、Harris Interactive和蓋洛普等組織通過民意調查估算得出。不同組織的民意調查結果存在顯著差異，令人質疑其可靠性。蓋洛普在1972年的調查中，43%的人報告家中有槍，而GSS在1973年的調查結果為49%的人報告家中有槍；1993年，蓋洛普的民意調查結果為51%，而GSS 1994年的民意調查結果為43%。2012年，蓋洛普的調查顯示47%的美國人報告家中有槍，而2012年的GSS報告為34%。
1997年，估計美國約有4400萬槍支擁有者。這些擁有者擁有大約1.92億支槍支，其中估計有6500萬支是手槍。1994年進行的一項關於私人擁有和使用槍支的全國調查（英語：National Survey on Private Ownership and Use of Firearms，縮寫作NSPOF）表明，美國人擁有1.92億支槍支：36%的步槍、34%的手槍、26%的霰彈槍和4%的其他類型的長槍。大多數槍支擁有者擁有多支槍支，NSPOF調查顯示25%的成年人擁有槍支。在整個70年代和80年代的大部分時間裡，家庭槍支擁有率從45%到50%不等。每次在大規模槍擊案發生後，槍支購買量往往被觀察到迅速增加，並且由於擔心槍支管制加強，槍支供應商和槍支展上的人群特別多。
槍支擁有率也因地理區域而異，從美國東北部的25%到中東南部各州的60%不等。2004年蓋洛普的民意調查表明，49%的男性報告擁有槍支，而女性的這一比例為33%，而44% 的白人擁有槍支，而非白人的這一比例僅為 24%。生活在農村地區的人中有一半以上（56%）擁有槍支，而郊區居民的這一比例為40%，城市地區的這一比例為29%。超過一半（53%）的共和黨人擁有槍支，而獨立人士和民主黨人的這一比例分別為36%和31%。對GSS調查和其他槍支擁有權指標測量的一種批評是，它們沒有提供足夠的宏觀細節，無法得出總體槍支擁有量與槍支暴力之間關係的結論。Gary Kleck 比較了各種調查和指標測量，發現總體槍支擁有量與槍支暴力之間沒有相關性。相比之下，David Hemenway及其同事的研究使用GSS數據和持槍自殺的比例作為槍支擁有率的代表，發現槍支擁有與美國之兇殺案之間存在強烈的正相關關係。 同樣，Philip J. Cook和Jens Ludwig在2006年的一項研究也使用持槍自殺的百分比作為替代指標，發現槍支流行增加了兇殺率。這項研究還發現，這種效應的彈性在+0.1 到+0.3之間。
Philip J. Cook認為，女性在美國家庭愈加扮演主要角色可能是造成家庭擁槍數據下降因素之一。

### 自衛
使用槍支自衛的有效性和安全性存在爭議。研究表明，用於個人防禦的槍支事件低至每年65,000次，高至每年250萬次。在比爾·柯林頓總統的領導下，美國司法部在1994年進行了一項調查，將用於個人防禦的槍支使用率為每年150萬次，但指出這可能被高估了。2014年5月，Harvard Injury Control Research Center對150名槍支研究人員完成的一項關於槍支和自殺的調查發現，只有8%的槍支研究人員同意“在美國，槍支用於自衛的頻率遠遠高於用於犯罪的頻率”。
1987年至1990年間，David McDowall等人發現每年在犯罪事件中使用槍支進行防禦的次數為64,615次（整個期間共計 258,460 次）。這相當於這一時期發生的1000起犯罪事件中的兩倍（0.2%），其中包括根本沒有涉及槍支的犯罪事件。對於暴力犯罪、毆打、搶劫和強姦，槍支用於自衛的時間佔0.8%。 在使用槍支進行自衛的次數中，71% 的犯罪行為是陌生人所為，其餘事件均由受害人的熟人或熟人所為。在28%使用槍支進行自衛的事件中，受害人向罪犯開槍。在20%的自衛事件中，槍支是由警察使用的。在同一時期，從1987年到1990年，每年有11,580起槍殺案（總計46,319起），National Crime Victimization Survey估計發生了2,628,532起涉及槍支的非致命犯罪。
McDowall為《美國公共衛生期刊》所作研究與 Gary Kleck 和 Marc Gertz 1995 年的一項研究形成對比，後者發現美國每年有245萬起犯罪活動是使用槍支挫敗的，而且在大多數情況下，潛在的受害者從未開過一槍。學術界和大眾媒體多次引用Kleck研究的結果。Kleck和Gertz的研究方法受到了一些研究人員的批評，但槍支管制倡導者Marvin Wolfgang也為之辯護。
McDowall指出Kleck研究方法上的問題。他認為Kleck所用的樣本大小非常小，並且沒有包括那些人身攻擊已經開始的犯罪未遂案子下的自衛行為。然而，前面樣本非常小的批評，是不準確的—Kleck與Gertz的調查實際上是截至當時為止最大規模、對受訪者諮詢有關防衛性槍枝使用的抽樣調查—共4,977個案件，遠超過一般全國性調查。一項在1990年代由Harvard Injury Control Research Center的David Hemenway所進行的研究發現，槍枝用於犯罪的次數遠較用於自衛為多。不過根據Kleck的研究，最成功的防止傷亡辦法是不發一彈，而這在Hemenway或者McDowall研究中並未計入自我防衛。
使用1977年至1992年美國各縣的橫截面時間序列數據，芝加哥大學法學院的Lott和Mustard發現，允許公民攜帶隱蔽武器可以阻止暴力犯罪，並且似乎不會增加意外死亡人數。他們聲稱，如果那些沒有攜帶隱蔽槍支權利規定的州在1992年採用這些規定，則大約有1,570起謀殺案；4,177起強奸案；並且每年可以避免超過60,000起嚴重的攻擊。另一方面，關於允許使用槍支進行自衛的法律的效力，如堅守陣地法，2018 年蘭德公司對現有研究的審查得出結論，“有適度的證據表明，堅守陣地法可能會增加兇殺率，且有限的證據表明這些法律尤其增加了槍支兇殺案”。2019年，蘭德公司的作者發布了更新，寫道“自蘭德公司的報告發布以來，至少有四項符合蘭德公司嚴格標準的研究證實了“堅守陣地”法律會增加兇殺案的發現。沒有一項發現“堅守陣地” 法律阻止暴力犯罪。目前還沒有嚴格的研究確定“堅守陣地”的法律是否促進合法的自衛行為。

## 與槍枝有關的暴力犯罪

### 兇殺案

按國家排名的整體兇殺案和涉及槍擊兇殺案比率（2000年）

1976至2004年兇殺案依照武器類型列表。

1976年至2004年兇殺案罪犯年齡分布列表。

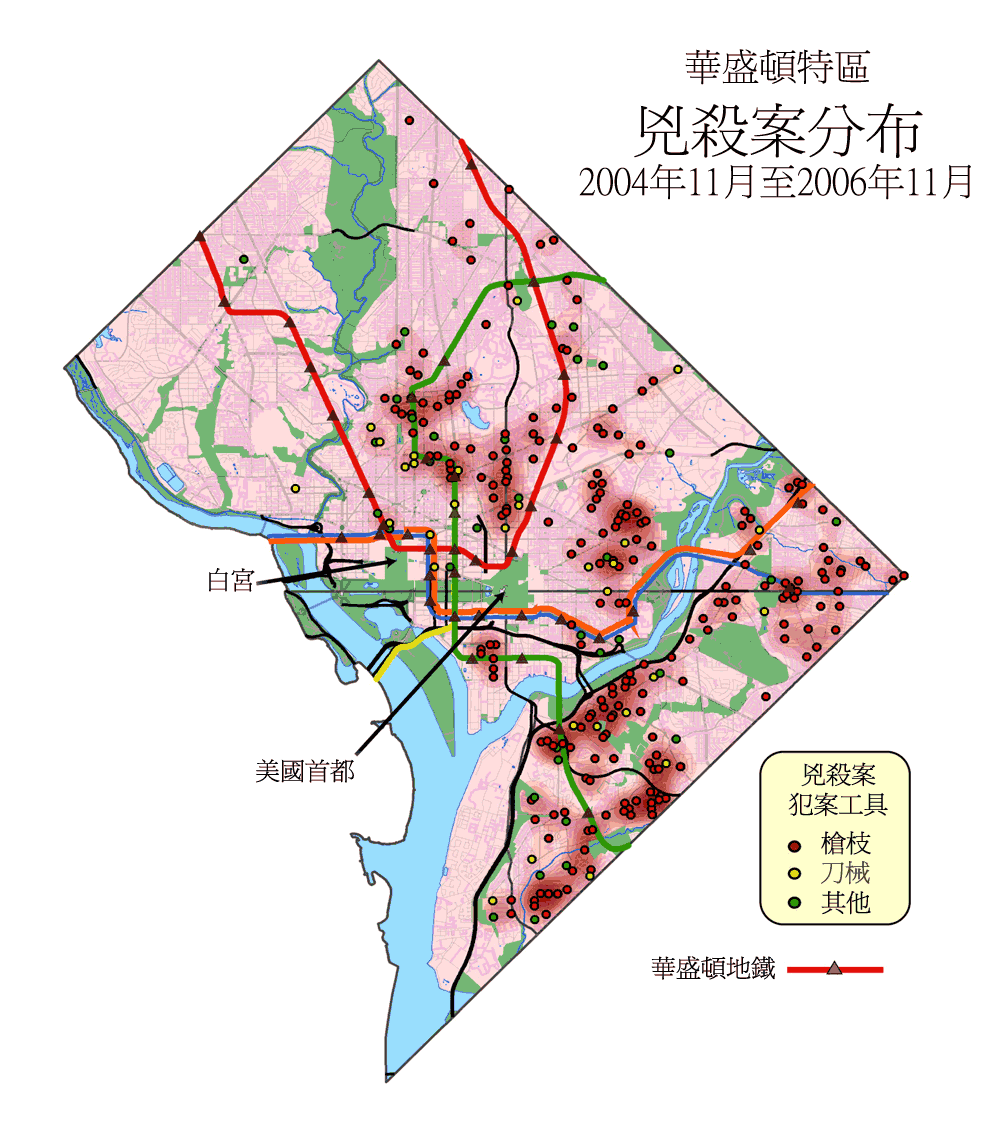
在華盛頓特區的槍擊及整體兇殺案都集中在位於社會經濟弱勢居民區的犯罪黑點，包括肖（Shaw）、什善摳達（Sursum Corda）、崔尼達（Trinidad）、安納哥斯夏（Anacostia）、與國會崗（Congress Heights），相較之下在其他市郊區域兇殺案很少發生。

雖然美國人在19世紀就已關注暴力犯罪，但暴力犯罪往往以暴動和其他造成社會動盪的方式進行。然而，槍枝暴力有時候也出現在這些暴動（見乾草市場暴亂）中。在當時許多城市（如費城），兇殺案發生率明顯低於今日。
1980年代和90年代初，美國各城市兇殺率飆高（見右圖）。從1985年到1993年為止，手槍殺人案幾乎佔了所有總體增加的殺人率，而涉及其他凶器的兇殺率却在同時下降。在美國80年代和90年代初，兇殺案發生率有上升趨勢，尤其在青少年、拉丁美洲裔、以及非裔美國人男性當中，而年紀13到17歲黑人的傷亡率是一般水平的3倍，18到24歲傷亡率則是兩倍。一般認為美國各城市吸食可卡因人數的上升是在這段期間橫行於青少年間槍枝暴力的因素之一。
美國犯罪率大致上跟其他已開發國家相同。然而，許多開發中國家有顯著較高的兇殺率；而在某些國家使用槍枝的兇殺案較多，例如墨西哥、巴西、泰國、瓜地馬拉、牙買加、千里達和多巴哥、哥倫比亞、愛沙尼亞以及俄罗斯。
在美國，兇殺案和暴力犯罪发生概率最高的地點是市區。在大都會地區，2005年，每10萬人就有6.1起兇殺案，相形之下非大都會的州郡僅有3.5起。在美國超過25萬人以上的都市中，平均兇殺率是每10萬人有12.1起。而與槍枝有關的兇殺案發生率在南部與西部州最多。
美國各地介於18歲到24歲的兇殺案發生率從1993年來漸趨下跌，不過仍較1980年代前的發生率為高。根據2005年的統計，17至24歲年齡群暴力犯罪統計數據仍佔整體數據的大部分，特別是涉及槍枝的凶殺案。在2005年統計數據中，17歲至19歲人口佔美國總人口的4.3％，卻佔死於槍枝兇殺案人數的11.2％，同時在所有殺人犯罪佔10.6％。20-24歲年齡群佔美國人口的7.1％，佔死於槍枝兇殺案人數的22.5％，也佔所有兇殺犯罪活動的17.7％。牽涉17歲以下的人的兇殺案不多。在2005年，13至16歲佔美國總人口的6％，但只佔槍枝兇殺案受害者的3.6％，同時僅佔總體殺人犯罪活動的 2.7％。
有案底的人亦較容易成為兇殺案的被害人。在1990年和1994年間在波士頓，所有年紀低於21歲的兇殺案受害人中，75%有前科記錄。另一方面在費城，涉及槍枝兇殺案中有案底的受害人百分比從1985年的73%增加到1996年的93%。而在弗吉尼亞州里士滿，參與犯罪活動的男性遭槍擊的風險是常人的22倍。
2005年在美國10,100起確認使用火器的凶殺案中，75%使用手槍，相形之下4%使用步槍、5%使用霰彈槍，剩下的並未指明火器類型。由於槍枝本身具有著潛在致命的能力，故不管受害者或施害者攜槍，都会导致傷亡機率大為增加。心臟遭受槍傷的死亡率為84%，遠高於較遭刺傷後死亡率的70%。

### 對美國總統的暗殺與企圖
在早期美國歷史上最著名的暗殺事件受害人是1865年的亞伯拉罕·林肯總統。林肯總統在被槍手约翰·威尔克斯·布斯用一挺0.44口徑手槍發射的一顆子彈擊中頭部後，僅活了幾小時。詹姆斯·加菲尔德和威廉·麦金莱均死於手槍暗殺：加菲尔德總統被兇手使用0.44口徑手槍打死；麥金利總統被從0.32口徑左輪手槍射出的兩顆子彈打死。约翰·肯尼迪總統被李·哈維·奧斯瓦爾德用手動上膛的卡爾卡諾M1891/38步槍（6.5×52毫米）暗殺。安德鲁·杰克逊總統和哈利·S·杜鲁门總統皆遭暗殺但全身而退，而杰拉尔德·福特總統則在隔沒幾週先後遭到兩次獨立的企圖暗殺。罗纳德·里根總統在遭約翰·欣克利以一挺罗姆RG-14 .22口徑左輪手槍擊中後生存下來，是唯一一個中槍受傷後存活的在任美國總統。西奥多·罗斯福總統在1912年總統競選時也遭遇槍傷。

### 其他暴力犯罪
在美國，有四分之一的商業搶劫案與槍枝有關。相比之下，涉及槍枝的搶劫導致死亡的可能性是使用其他武器搶劫的3倍，家庭暴力案件也有類似的模式。犯罪學家菲利普·庫克（Philip J. Cook）推測，假使槍枝没这么泛滥，罪犯不管如何很可能还是會行兇，但會使用其它較不致命的武器。他發現，在50個美國最大城市裡擁槍水平與持槍搶劫率相關，而並非與整體搶劫率相關。有相當多兇殺案是由另一宗暴力罪案導致的，而這種情況下的罪犯犯罪時並沒有明確或者持續的意圖要殺人或者被殺。這種案例日漸增多。在美國，總體搶劫與施暴率也與其他已開發國家如澳大利亚、芬蘭相當，儘管在這些國家擁槍率遠較美國為低。

### 涉及槍枝的自殺案
一些研究表明，家居擁槍權與涉及槍枝自殺率有關，不過其他的研究卻顯示兩者無關。於80年代和90年代初期間，青少年用槍自殺率有明显的上升趨勢，年齡在75歲以上的老人用槍自殺率同样也在急劇增加。2003年期間在美國，槍枝仍然是最常用的自殺方法，佔所有自殺個案的53.7%。

## 公共政策
研究和統計表明，槍枝會對犯罪現場本已緊張的局勢搧風點火，並造成更暴力或者致命的後果。公共政策的態度一般集中在執法部門和監管機構干預的解決方法。這包括購槍時的干預，以作為防止青少年與那些有案底的人購槍的政策。如限制或監管誰有權攜帶暗藏的武器的公共政策，可讓槍枝被攜帶至犯罪現場更為艱難。而許多政策亦可透過對那些在案子裡用槍的人士從重量刑，或者要求槍枝必須具備一定安全功能來從用槍層面對槍枝加以限制。
支持槍枝管制的人士常常引用涉及槍枝的兇殺案，比起其他案子相對較多，作為支持更嚴格槍枝管制法的原因。槍枝法在美國是一項重大辯論的議題，由於槍枝也廣泛使用於種種娛樂，以及人身保護。擁槍權鼓吹者援引槍枝可用來自我保護並制止暴力犯罪做為更多的槍枝可以減少犯罪的原因。擁槍權鼓吹者亦表示，罪犯是最不可能遵守槍枝法的一群人，故限制守法人士取得槍枝將使其更易遭武裝罪犯的宰割。
犯罪學家菲利普·庫克主張，公共政策的目標是將槍枝遠離暴力衝突。他建議的解決辦法是限制高風險族群取得槍枝的管道，以及加大面對暴力場合時取得槍枝的困難度。庫克建議採取種種措施，如對購槍者的背景調查、禁止小型、易於隱蔽的手槍、對非法攜槍的加強查緝、以及對那些使用槍枝的已定罪罪犯強制從重量刑。

### 槍枝取得

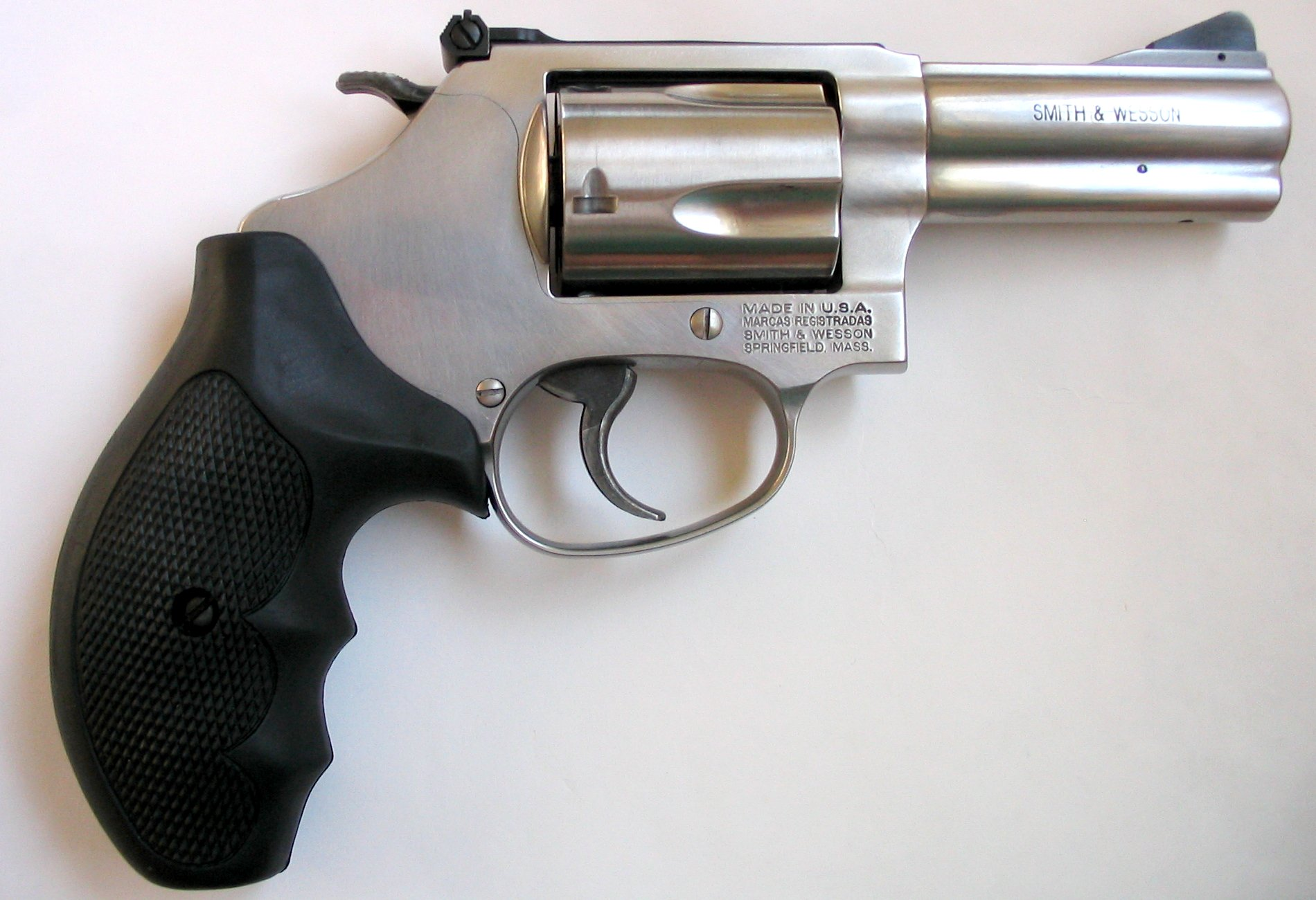
美国警察最常沒收、暨最常由ATF追查的槍枝是.38左輪手槍，如上圖所示是由美国史密斯-韦森公司的Model 60帶3吋槍管的.38左輪手槍。

美國的政策目標是保衛合法用戶擁有大部分類型槍枝的權利，同時限制高風險族群取得槍枝。在美國禁止銷售手槍給年齡低於21歲以下的人士，長槍則年齡不得低於18歲。對銷售槍枝給外國人也有種種限制。
就槍枝取得種類而言，在美國參與犯罪的十大類槍枝顯示出罪犯偏好使用手槍更甚於長槍的明確趨勢。根據烟酒、武器和爆炸品管理局（Bureau of Alcohol, Tobacco, Firearms and Explosives，簡稱ATF）於1993年前的報告，使用於犯罪的槍枝前十名包括史密斯威森.38與.357左輪；雷文武器的.25口徑手槍、戴維斯P-380 .38口徑手槍、魯格 .22口徑手槍、洛辛（Lorcin）L-380 .38口徑手槍、以及史密斯-威森半自動手槍；莫斯伯格和雷明頓12口徑霰彈槍；和Tec DC-9半自动冲锋枪。一項於1985年前對1800位在押重罪受刑人的研究顯示，罪犯偏好使用左輪手槍和其他非半自動槍枝更甚於那些純半自動槍枝。在匹茲堡，罪犯們改變其口味從他種類型槍枝到使用手槍是在1990年代早期，剛好適逢可卡因的降臨，以及青少年暴力幫派的興起。1998年至2000年間在加利福尼亞州銷售槍枝的背景調查，結果一開始就被拒絕者佔1％。最常被拒絕的槍枝類型就包括短统中口徑半自動手槍。
在管訓中心接受管訓的青少年 （例如，年齡在16、17或者18歲以下的未成年人，根據各地法律判定不同而不同）中，86％在某些時候手頭會擁有一支槍，同時66％在滿14歲之前取得其第一隻槍。對少年犯來說擁有許多槍枝也是一種趨勢，其中65％擁有三隻以上。少年犯最常透過家人、朋友、毒販、和街坊門路取得槍枝。都市內窮人區青少年援引「自衛以免除敵人攻擊」以做為其攜槍的首要原因。在紐約州羅徹斯特，有22％的年輕男性曾攜帶非法槍枝，雖然大多數持續的時間很短。在青少年族群裡，合法擁槍與非法攜槍之間的重疊區間很小。

### 槍枝市場

由1997年對聯邦監獄在押人犯所做調查其擁槍來源一覽

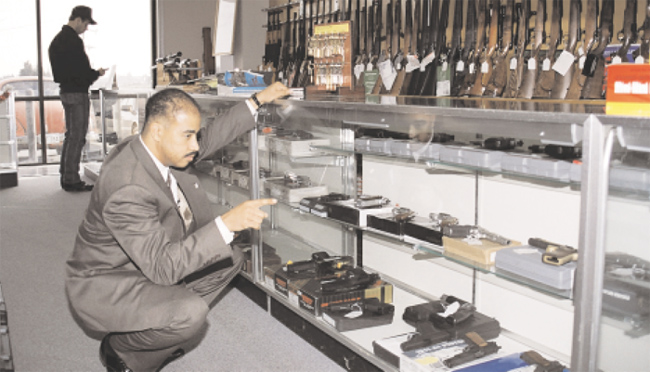
一位ATF督察正在一處聯邦政府許可槍枝交易商槍店清點

針對槍枝市場供應方的政策是根據有限片面的研究，儘管這是現行研究中的一個活躍的領域。造成這結果的其中一項重要的因素是，在美國只有60-70%的槍枝銷售交易是透過聯邦政府授權槍枝經銷商，而剩下的則在所謂的「次級市場」達成。大多數青少年與重刑犯皆於「次級市場」達成交易，在這裡二手槍枝被轉移給無牌照的個人。從「次級市場」取得槍枝一般較不方便，而且這種管道有一定風險如該二手槍枝可能先前牽涉到某宗兇殺案。在槍枝展覽會上銷售槍枝讓無照的個人得以合法的購槍以作為私人收藏品，這讓某些人認為這是現行法律裡的一個漏洞。時至1998年，在美國24州州法允許無照的私人賣家在槍枝展覽會或其他私人地點出售其私人擁有的槍枝。透過一客一月一支手槍的手段，以對市場進行監管從而大手筆限制手槍交易數量的法案，顯示其透過對「次級市場」的斷貨來迫使非法槍枝交易減少成效卓著。對槍枝及彈藥的購買科以重稅是另一種政府用來影響主流槍枝交易市場的利器。
在全新或二手槍枝的主流市場，聯邦政府授權經銷商主要受美國菸酒槍炮及爆裂物管理局所監管。槍枝製造商對其新火器皆須刻上序列碼。序列碼讓ATF得以追溯作案槍枝到其最後一手联邦武器执照（其中分成制造、销售、进出口等）登記在案的所有權轉移交易，儘管這並無法查到涉及私人的首次槍枝交易。一份由ATF在1999年公佈的報告發現，在1996及1997年間，聯邦授權的經銷商共佔所有槍枝銷售數量的0.4%，其中一半是使用在犯罪用途上。這有時是透過「代購」進行。限制了一個月內可購買的槍枝數量州法，如在弗吉尼亞州與加利福尼亞州州法，可能助長了這類的「代購」行為。據估計，每年約有500000把槍遭竊，這使得槍枝落入法律上禁止的用戶手中。ATF下負責擴大由執法部門收回槍枝追查的青少年犯罪槍枝封鎖倡議實體（Youth Crime Gun Interdiction Initiative，簡稱YCGII）發現在1998年，所有收回的作案槍枝中只有18%回到原本槍主手中。在刑事調查途中由警察收回的槍枝往往已經被合法零售商店賣給了合法買主，然後經過僅僅幾個月到幾年時間內就被轉移到犯罪用途上，這使得這些槍枝相對於一般流通的槍枝更為執法部門所常見。

### 聯邦法
第一個與槍枝有關的聯邦立法是美國憲法修正案第二條，該案於1791年批准。在後來的143年歲月裡，這是唯一的與槍枝有關的聯邦法。後來的聯邦槍枝法是1934年的國家槍枝法。該法的設立規範了槍枝的銷售、對銷售如何科稅、以及對某些類型的槍枝 — 如機槍 — 要求註冊備案。
在羅伯特·F·肯尼迪和馬丁·路德·金遭暗殺之後，1968年槍枝管制法施行。該法規範了槍枝交易，限制了以郵購銷售，並僅允許掛牌槍枝經銷商出貨。該法案還禁止重罪犯人、以及那些受到起訴、逃犯、非法移民、吸毒者、自軍隊不光榮除役的個人、以及那些精神病患者擁有槍枝。該法亦打壓周六晚間特價品和其他類型槍枝的進口，並限制自動武器與半自動武器的轉換包銷售。
擁槍者保護法案，亦稱為麥克魯-沃爾克馬法案，於1986年通過。它對1968年法案裡的限制做了些改動；它允許聯邦執照槍經銷商以及個別無牌私人賣家在槍枝展覽上銷售，同時繼續要求持牌槍枝經銷商對買主進行背景調查。1986年法案還限制了煙酒、武器和爆炸品管理局進行反覆盤查、減少了槍枝商所需保留的交易紀錄數量、減少了起訴違反槍枝法罪犯所需的繁多證據、並對已定罪重罪犯擁槍限制進行修正。
在1968年槍枝管制法通過之後的幾年中，人們買槍必須表明身份，並簽署一份聲明確認他們不在法律明令禁止持槍幾大類裡。許多州頒布超過聯邦要求的背景檢查法。1993年美國國會通過的布雷迪手槍暴力防治法要求在購買手槍之前強制實行等待期，以進行背景調查。布雷迪法案還要求建立一座全國性系統以提供即時犯罪背景調查，並該調查得由槍枝經銷商完成。布雷迪法只適用於從持照掛牌經銷商購買槍枝，然而大多數罪犯的槍枝皆自黑市購入。這種種諸如等待期間的限制，受到許多人士的反對。他們爭辯說，這法令把開銷及麻煩強加給如獵人這種合法槍枝的購買者。

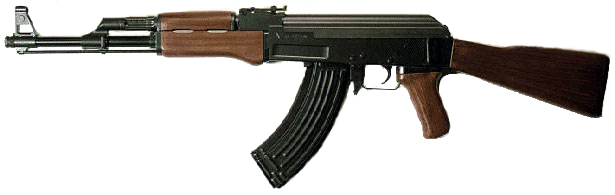
半自動版本的AK-47突擊步槍受到1994年禁令的影響於當時禁售。

於1994年頒行的暴力犯罪控制及执行法（Violent Crime Control and Law Enforcement Act），其中包括聯邦攻擊武器禁令，是為引起大眾關注大規模槍擊事件的回應。本禁令規定，禁止一些可裝配仿軍用規格附屬品如摺疊槍托、槍柄、與閃光抑制器、以及可裝備超過10發子彈以上彈匣半自動武器的製造與進口。附帶的祖父條款對在1994年以前製造的槍枝網開一面。一項由賓夕法尼亞大學犯罪學家克里斯托弗·S·科佩爾（Christopher S. Koper）與傑弗瑞·A·羅斯（Jeffrey A. Roth）所作的短期評估發現，該立法對槍枝暴力並沒有任何明顯的影響。然而，科佩爾和羅斯指出，祖父條款和對這些1994年以前製造的槍枝在犯罪上使用應該視為限制禁令成效的因素，這使得效果不顯著。由於短期評估所給的研究時間相當短，美國國家科學院亦建議審慎作結。2004年9月，攻擊武器禁令隨著其日落條款而到期失效。
美國家庭暴力罪犯槍枝禁令（Domestic Violence Offender Gun Ban），亦稱「拉丁堡修正案」（Lautenberg Amendment），禁止任何曾被判犯有家暴輕罪的人擁有槍枝。該禁令亦禁止被裁定犯家庭暴力輕罪或重罪的個人出貨、運輸、擁有、以及使用槍枝彈藥。該法亦視該類人士出售或贈送槍枝或彈藥為違法。家暴罪犯槍枝禁令於1996年通過，並在1997年生效。某些反對者認為，該法與美國憲法修正案第二條所保障的公民持槍配槍權相衝突，而且該法已將修正案第二條公民最基本的保護修改成可廢止的權利。這即是反對該法人士往往嘲諷該法為「拉丁堡修正案」 — 類比於「美國憲法修正案」 — 的原因。該法適用於每個人，包括警察和軍人。而且，若這兩種職業人士在先前若犯的民事輕罪成立，該法禁止其攜帶槍枝會造成其履行職責上的困難。
在颶風卡特里娜剛結束後，在新奥尔良，警察與國民警衛隊沒收了來自私人的槍枝以企圖阻止暴力行為。作為回應，美國國會以2007年美國國土安全部撥款法修正案形式，通過了2006年災難復原人身保護法。該法第706節禁止聯邦及那些接受聯邦經費的機構雇員在災難中沒收合法擁有的槍枝。

#### 持有權法
槍枝持有權法於1990年代隨美國槍枝暴力兇殺案發生率增加而擴充，主要為的是響應事件如1991年在德州的露比餐厅枪击案。該案直接導致1995年在德州攜帶隱蔽武器（carrying concealed weapon，或簡稱CCW）法案的通過。國家法律雜誌記者羅瑞·謝爾曼（Rorie Sherman）在1994年4月18日發表的文章裡寫道：「這是大眾對犯罪行為感到空前絕望的時刻。不過他們的心境無疑是『我將保護我自己』和『別讓犯罪進入我的生活』。」
其結果就是在1998年在22州州法規定准許個人公開攜帶槍枝（即美國人稱的公開攜槍）往往不需任何許可證。州法允許個人攜帶暗藏著的手槍，有時被稱為隱蔽手槍許可證（concealed handgun license，簡稱CHL；或者concealed pistol license，簡稱CPL），而至2004年為止，在美國34州槍枝管理辦法以CPL取代CCW。自那時以來，帶有CCW州法的州數量便增加了；截至2006年底，48個州至少有某種形式的CCW登記在案。
經濟學家約翰·洛特認為，持有權法創造出一種認知，即更多潛在犯罪受害人可能攜槍，從而起到對犯罪形成一種威懾。洛特的研究被評為沒有得到充分檢驗其他因素，這包括其他州州法亦頒行要求對手槍買主進行背景調查並設定等待時間（如佛羅里達州州法）。當洛特的數據被其他研究人員重新分析後，這些攜帶隱蔽性武器數據統計學上顯著結果僅發現這州法會增加暴行的發生率，另一由金斯·路德维格（Jens Ludwig）所做的研究有類似的結果。由於攜帶隱敝性武器僅授與給成年人，故菲利普·庫克建議分析重點應落在成人槍枝事件發生率上，而不該針對未成年人。他找到了攜帶隱敝武器法的一個針對成人兇殺案發生率小而正面的影響，但他亦提到其效果並不存在显著性差异。美國國家科學院沒有發現任何證據表明持槍權法，不管是好是壞，對暴力犯罪發生率有何影響。他們建議，郡或者地方級別的新分析方法和數據對持槍權法的影響需要充分評估。

#### 兒童取得預防法
目前在許多州皆頒行兒童取得預防法（Child Access Prevention，簡稱 CAP），要求家長安全地儲存槍枝，以讓兒童接觸槍枝的可能性盡量減到最低，亦同時無損成年人取槍的方便性。CAP法力主槍枝主應對兒童取得其未適當收藏的槍枝負起責任。 在美國大部分的州，違反CAP法將被視為輕罪。 於1989年頒行的佛羅里達州CAP法，允許將違法者以重罪起訴。 研究表示，CAP法與非意圖性槍枝致死率23％減少有關，且與介於14至17歲用槍自殺案件的11％減少有關。洛特的研究沒有檢測出介於1979年到1996年間，CAP法跟那些與槍枝相關、低於19歲意外死亡或者自殺案有何關聯。美國國家經濟研究局亦發現，CAP相關法對小孩與大人兩者非致命槍傷發生率的30-40％減少有關。 該研究亦表明，CAP法在那些違反者判重罪的州非致命槍傷案件減少有著最高度的關聯性，相形之下那些判輕罪的州CAP法所帶來的衝擊在統計上不是那麼明顯。所有的這些研究皆具相關性，其他潛在的促成因子皆不計入。根據來自美国疾病控制与预防中心從2000年到2005年直至可得出資料的最後一年計算，平均每天約有3個小孩死於槍枝意外。

### 地方禁令
在美國某些地方立法機關制定的州法比起聯邦法來更為嚴格，如1975年華盛頓特區槍枝管制條例。該法禁止居民擁有手槍，並要求有許可證的槍枝得拆解並以扳機鎖上鎖。2007年3月9日，聯邦哥倫比亞上訴法院裁定該華盛頓特區手槍禁令違憲（帕克訴哥倫比亞特區案）。
紐約市亦以其嚴格的槍枝管理法聞名。儘管在當地法律嚴打下，槍枝仍舊時常從美國其他地區絡繹不絕地運到該市，特別是來自南部各州。由ATF青少年犯罪槍枝封鎖倡議實體的調查結果顯示，進口槍枝涉及的犯罪百分比與當地嚴格的槍枝管制法收效百分比打平。但在2022年6月23日，美国最高法院推翻了纽约州限制在公共场合携带枪支的法律。
2019年9月基於數年間大規模掃射屠殺頻發，舊金山市議會通過決議將美國全国步枪协会列為「美國國內恐怖組織」並呼籲全國更多州和聯邦採相同立場。旧金山监督委员会認為全国步枪协会支持無限制擁槍權的基礎意識形態，並利用政治力推廣此意識形態，民間眾多附隨組織中也藏有暗示方式長期傳播用暴力捍衛擁槍的宣傳，並在槍擊案發生時全力進行洗白和引導關注操作，已經符合恐怖組織特徵，美國每年因槍死亡者超過3萬2千人平均每天一百人以上死於槍擊，舊金山認為此現象背後全国步枪协会有重大責任。

## 防治計劃
暴力防治與應付暴力的教育計畫已廣泛的在全美各地學校與社區裡建立。這些計畫旨在改變孩童與父母雙方的個人行為，以鼓勵孩子遠離槍枝、確保家長安全的保管槍枝、並鼓勵小孩以不訴諸暴力的方式解決爭端。防治計劃的目標在改變行為，其範圍從被動（個人並不需要出力），到主動（如監督兒童，或者將槍用扳機鎖上鎖）皆有。對社會大眾的要求越多，防治策略的實現就越困難。著重於改變政局環境及槍枝本身的防治策略可能較為有效。對槍枝暴力防治計畫的施行評估已有其限制。在所有已完成的評估結果顯示，這些計畫收效甚微。

### 家長槍枝安全輔導
在許多對家長輔導計畫中使用得最為廣泛的一種是槍枝傷害防治計畫（Steps to Prevent Firearm Injury Program，簡稱STOP）。該計畫是由布莱迪槍枝暴力防治中心在1984年所發展出來的。STOP在1998年被STOP 2計畫取代。STOP 2計畫的焦點更為廣泛，包括更多社區與衛生保健提供商。 STOP計經過市區內家長評估發現它對槍枝所有權或者槍枝儲存辦法無顯著效果。馬喬里·S·哈帝（Marjorie S. Hardy）建議STOP計畫由於樣本大小有限，及其對照組的缺乏，故它需要做更進一步的評估。

### 針對兒童的計畫
針對兒童量身訂做的計畫亦沒有得到很大的成功。當對兒童宣導本計畫時，許多因襲而來的挑戰便浮現台面，其中包括孩童們認為自己是無敵、無法傷害的傾向、其天生的好奇心，以及同懠壓力下鼓勵他們行為魯莽，這使得他們僅能有限的活用槍枝防治計畫所學。
槍枝安全計畫通常是由當地槍枝經銷商與射擊俱樂部主辦，其目的是教授較年長的兒童及青少年如何對待槍枝安全。 目前對這些針對兒童計畫的成效並無系統性的評估。對於成人，對槍枝儲藏做法並未發現這些計畫有何收效正面之處。此外，研究人員發現，針對兒童的槍枝安全計劃可能會挑起孩子怎樣獲得與使用槍枝的興趣，而大人不應該期待他們任何時候都能安全操作槍枝，即使受過訓練。
另一種現行的辦法是迴避槍枝，如在鄰居家碰到火器的情況。由全國步槍協會主辦的艾迪小鷹槍枝安全計畫，是針對從幼稚園學前教育到小學六年級的較幼小兒童訂做的。該計畫透過強調「只說不」的辦法，以教導小孩真槍不是玩具。艾迪小鷹計劃基本上訓練兒童再看到槍枝時採取四步驟行動：（1）停止！（2）不觸摸！（3）離開該地。（4）告訴成人。如著色書和海報等學習材料，為該課程提供支持，及在任何幼教計畫中所需的反覆提點。
某些槍枝管制倡導團體制定了自己的計畫，如由布來迪槍枝暴力防治中心主辦的坦言風險（Straight Talk about Risks，簡稱STAR）計畫，以及由約書亞霍維茨終結手槍暴力教育基金協會（Joshua Horwitz Educational Fund to End Handgun Violence）主辦的手頭無槍（Hands without Guns）計畫。 

### 社區計劃
如社區振興、放學後的輔導課程、以及媒體宣傳等等針對整個社區的計畫，可以更有效地降低了兒童所接觸暴力行為的整體水平。特別針對槍枝暴力、以社區為主的計畫包括紐約市的兒童安全/社區健康傷害防治計劃（Safe Kids/Healthy Neighborhoods Injury Prevention Program）以及芝加哥的安穩的家暨庇護所（Safe Homes and Havens）計畫。對這些社區為主計畫進行評估相當困難，因為許多錯綜複雜的因子及該計畫本質多面之故。

## 干預計畫
社會學家詹姆斯·D·賴特（James D. Wright）認為，要說服都市內青年不攜槍「需要說服他們，他們可以在不武裝下，於街舫鄰居間存活並安全的來去自如；而不武裝不會造成他們成為犧牲品、遭恐嚇、或者被殺的對象」干預計畫如1990年代波士頓停火行動及弗吉尼亞州里士满流放專案，已證明有效。其他干預策略，譬如槍枝「購回」計劃已證明無效。

### 槍枝「購回」計劃
槍枝“購回”計劃是一種旨在透過將槍枝自街頭「清除」，來影響火器市場的策略。槍枝「購回」計畫已證明無效，且美國國家科學院引述在這計畫背後的理論有著「嚴重缺陷」。自首繳回的槍枝往往是那些最不可能參與犯罪的槍，如那些老舊、沒有轉售價值的故障槍枝、前膛裝填或者其他還在用黑火藥的槍枝、帶有過時、不再製造或販售彈匣的古董擺飾槍、或者某些個人繼承下來、但沒有什麼持有價值的槍枝。其他槍枝「購回」計劃的限制涉及一個事實，即是取得原有槍枝的替代品 — 往往是更好的槍 — 比把槍送回「購回」計畫報銷相對容易。此外，用於犯罪的手槍數量（每年約7500隻）比起全美約7000萬隻手槍是非常小的數量（即0.011 ％）。 

### 反對非法槍枝市長聯盟
反對非法槍枝市長聯盟是一個由來自40座不同的美國城市210位市長所組成的跨黨派聯盟，致力於其申明的目標：「透過掃除街頭非法槍枝，讓社會大眾更加安全。」這個團體於2006年4月25日在纽约市市長邸格雷西公寓（Gracie Mansion）舉辦的高峰會會議中成立。該會由波士頓市長托马斯·美尼诺（Thomas Menino）與紐約市市長邁克·彭博所主持。

### 停火行動
1995年，停火行動（Operation Ceasefire）成立，以作為一種對當時在波士頓如瘟疫般蔓延青年槍枝暴力問題的對策。暴力特別集中在如罗斯伯利、多切斯特、以及马特潘等窮困、內城社區。1987年在波士頓有22位24歲以下的青年人被殺，這一數字於1990年飆升到73。停火行動引進了问题导向治安處理辦法，以及將焦點集中在特定犯罪熱門地點 — 這兩種策略相結合之下證明用來打擊犯罪相當有效。該行動特別著眼於兩個槍枝暴力問題的要素：非法販運槍枝與幫派暴力。後來在波士頓兩年內實施停火行動的結果，年青人兇殺案數下降到10件，其中在1999年和2000年只有一件與手槍相關的青年人兇殺案發生。停火行動的對策已經推廣到許多其他城市，包括洛杉磯。

### 流放專案

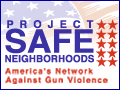
聯邦政府支持的槍枝暴力介入計劃

1990年代期間由弗吉尼亞州里士满率先執行的流放專案（Project Exile），是一件涉及聯邦、州和地方官員針對槍枝暴力協同合作的戰果。該策略引進將違反槍枝起訴案交由聯邦法院審理，而聯邦法院審判方針較州法更為嚴厲。流放專案也通過媒體宣傳，藉由嚴打非法槍枝流露出的信息來擴大教育效果。流放專案經評估證明是有效的，不過研究人員還指出，里士滿可能在評估期間橫豎搭上了美國全國整體兇殺案下滑的列車。

### 鄰里安全專案
鄰里安全專案（Project Safe Neighborhoods，簡稱PSN），是一項建立在停火行動與流放專案以實現減少槍枝暴力的美國全國性政策。PSN於2001年創立，並得到當時布希政府透過美國司法部聯邦檢察官辦公室的途徑表達支持。美國聯邦政府已對此開銷超過15億美元，因為該計劃成立得聘請檢察官，並得對各州與地方司法機關提供援助，以支持培訓和社區推廣工作。

## 研究限制
在美國，對槍枝和暴力犯罪進行研究困難重重，這與槍枝所有權及使用的有限數據、槍枝市場、以及積累如山的犯罪數據有關。對槍枝暴力的深入研究報告主要採取下面兩種方法中的一種：案例對照研究和社會生態學研究。槍枝所有權通常是通過社會統計調查、替代變量，有時以大量輸入的數字判定。在對兇殺案及其他類型少數特例犯罪所做的統計分析時，這些數據往往有著泊松分佈，這對研究人員也形成方法論上的挑戰。隨著數據的匯總，推斷是否為個人的行為更為困難。這個被稱為區群謬誤的問題，研究人員並非總是善加處理，導致他們作出其手頭數據不見得支持的結論。

## 21世紀10年代後半葉以來的發展
- 2018年2月20日，自從2018年佛羅里達校園槍擊案發生後，再度引發全美各地的學生、社會大眾及受害者家屬們等要求美國政府應立法加強槍枝管制聲浪，讓美國總統唐納·川普原本堅持擁槍態度也有所軟化。白宮於2月20日宣布，川普已簽署行政命令，明定要禁止槍枝加裝撞火槍托變成連發裝置，以免擴大傷亡。川普在記者會表示，繼表示支持加強購槍背景審查制度後，他已下令美國司法部研擬新法明文規定，將禁止將槍枝改造成殺傷力更大自動武器。[199][200]
- 2018年3月22日，美國司法部長塞申斯表示鑑於嚴重槍擊案造成嚴重傷亡，司法部將會向國會提交議案，針對可把半自動步槍改裝為全自動射擊的撞火槍托列為機關槍，並通過聯邦法律在美國全面禁止擁有及銷售，而現有的撞火槍托將要交出及銷毀[201]。
- 2019年9月3日，在艾尔帕索枪击案發生一個月後，沃爾瑪宣布将停止贩卖手枪及部分军事类型步枪的弹药[202]。9月5日，CVS藥局和沃尔格林宣布将禁止顾客在商店内公开携枪[203]。同時舊金山市議會通過決議將全国步枪协会列為「美國國內恐怖組織」。[204]
- 2021年4月8日，美國總統拜登宣佈對某些武器實行監管[205]。
- 2022年6月23日，美国最高法院推翻了纽约州限制在公共场合携带枪支的法律。[164]

## 外部連結
- 央視官方頻道 - 自由女神背後的槍響 （页面存档备份，存于）